# Юнес Ел Айнауи
Юнес Ел Айнауи (на арабски: يونس العيناوي) е марокански тенисист. Най-високото му класиране в световната ранглиста за мъже е достигането до 14-о място през 2003 година.
Има пет титли от турнирите на ATP и 11 загубени финала. Най-добрите му постижения в турнирите от Големия шлем са достигане до четвъртфинали на Откритото първенство на Австралия и Откритото първенство на САЩ. През цялата си кариера е измъчван от редица контузии, което го спира от игра за дълги периоди от време. След 16 месечно отсъствие от корта изиграва последния си професионален мач през 2010 г. в Доха.

## Биография
Юнес Ел Айнауи е роден на 12 септември 1971  в Рабат, Мароко.
Ел Айнауи е изключително популярен в родината си. В анкета от 2003 г. в мароканския вестник L'Economiste, читателите поставят тенисиста на първо място като модел за подражание на обществото, преди министър-председателя и лекоатлета Хишам ел Геруж. Централният корт на Кралския тенис клуб в Маракеш носи неговото име.

## Кариера
През 1990 на 18-годишна възраст Юнес Ел Айнауи постъпва в академията на Ник Болетиери в Брадентън (Флорида). Подготвя се там в продължение на две години, като се издържа с управление на училищния автобус, почистване на фитнес зали, наплитане на ракети и др.
Тежка контузия в глезена през 1996 и претърпяната впоследствие операция води до дългото му отсъствие от корта. През 1998 г. печели наградата на ATP за „Завръщане на годината“.
През 2003 г. достига до четвъртфинал на Откритото първенство на Австралия, побеждавайки актуалния №1 в световната ранглиста Лейтън Хюит с резултат 6-7, 7-6, 7-6, 6-4. В последвалия петсетов мач губи от бъдещия №1 Анди Родик с 4-6, 7-6, 4-6, 6-4, 21-19. Тайбрекът в петия сет се превръща в най-дългия по брой на изиграните геймове в историята на тениса. Рекордът е подобрен през 2010 г. от Джон Иснър и Никола Маю на Уимбълдън (6-4, 3-6, 6-7(7), 7-6(3), 70-68).
На 3 декември 2005 Ел Айнауи дава положителна допинг проба за канабис на турнир от вътрешното първенство на Италия. Тенисистът отрича употребата на забранени вещества.
През периода 2004-2007 г. Ел Айнауи почти не играе в турнири от ATP Tour поради травми. Завръща се в игра след седем месечно отсъствие, печели два по-малки турнира и през май 2008 достига до полуфинал на турнира БМВ Оупън, където губи от Фернандо Гонзалес. С това се превръща във втория най-възрастен играч, достигал до полуфинал на турнири от ATP след Джими Конърс през 1993.
Юнес Ел Айнауи слага край на кариерата си през януари 2010 година. Впоследствие участва само на турнири за ветерани.

## Кариерна статистика

### ATP финали (5 титли; 16 финала)
|        | П–З  | Година | Турнир               | Клас           | Настилка  | Опонент              | Резултат                     |
| ------ | ---- | ------ | -------------------- | -------------- | --------- | -------------------- | ---------------------------- |
| Загуба | 0–1  | 1993   | Гран При Хасан Втори | Световни серии | клей      | Гилермо Перес Ролдан | 4–6, 3–6                     |
| Загуба | 0–2  | 1996   | Катар Оупън          | Световни серии | Твърда    | Петер Корда          | 6–7(5–7), 6–2, 6–7(5–7)      |
| Загуба | 0–3  | 1996   | Джакарта Оупън       | Световни серии | Твърда    | Шенг Схалкен         | 3–6, 2–6                     |
| Загуба | 0–4  | 1996   | Нидерландия Оупън    | Световни серии | клей      | Франсиско Клавет     | 5–7, 1–6, 1–6                |
| Загуба | 0–5  | 1998   | Чили Оупън           | Световни серии | клей      | Франсиско Клавет     | 2–6, 4–6                     |
| Победа | 1–5  | 1999   | Нидерландия Оупън    | Световни серии | клей      | Мариано Сабалета     | 6–0, 6–3                     |
| Загуба | 1–6  | 2000   | Банколумбия Оупън    | Международни   | клей      | Мариано Пуерта       | 4–6, 6–7(5–7)                |
| Загуба | 1–7  | 2001   | Нидерландия Оупън    | Международни   | клей      | Алекс Кореча         | 3–6, 7–5, 6–7(0–7), 6–3, 4–6 |
| Победа | 2–7  | 2001   | Румъния Оупън        | Международни   | клей      | Алберт Монтанес      | 7–6(7–5), 7–6(7–2)           |
| Загуба | 2–8  | 2001   | Сюд дьо Франс Оупън  | Международни   | Килим (з) | Иван Любичич         | 3–6, 2–6                     |
| Победа | 3–8  | 2001   | Катар Оупън          | Международни   | Твърда    | Феликс Мантиля       | 4–6, 6–2, 6–2                |
| Загуба | 3–9  | 2002   | Дубай Чемпиъншипс    | Межд. Голд     | Твърда    | Фабрис Санторо       | 4–6, 6–3, 3–6                |
| Победа | 4–9  | 2002   | Гран При Хасан Втори | Международни   | клей      | Гилермо Каняс        | 3–6, 6–3, 6–2                |
| Победа | 5–9  | 2002   | Баварски шампионат   | Международни   | Клей      | Райнер Шютлер        | 6–4, 6–4                     |
| Загуба | 5–10 | 2002   | Швеция Оупън         | Международни   | Клей      | Карлос Моя           | 3–6, 6–2, 5–7                |
| Загуба | 5–11 | 2003   | Гран При Хасан Втори | Международни   | клей      | Жулиен Бутер         | 2–6, 6–2, 1–6                |